# Robert Bruce, V Signore di Annandale
Robert Bruce, V signore di Annandale (1210 circa – Lochmaben Castle, 31 marzo o 3 maggio 1295), Robert Bruce fu connestabile di Scozia ed Inghilterra, reggente al trono di Scozia e concorse per il titolo regale durante la Grande causa. Suo nipote Robert Bruce divenne effettivamente re degli scozzesi.

## Il lungo cammino verso il trono
Robert Bruce nacque attorno al 1210 da Robert Bruce, IV Signore di Annandale e Isobel di Huntingdon. Sua madre era la secondogenita di Davide di Scozia, conte di Huntingdon, nipote di Davide I di Scozia, e Matilde di Chester (1171-6 gennaio 1233). Suo nonno Davide conte di Huntingdon era a sua volta figlio di Enrico, conte di Northumbria (1114-12 giugno 1152), che, se non fosse morto, avrebbe dovuto ereditare il trono dal padre Davide I.
I Bruce non erano solo signori di Annandale, ma anche di Hartlepool nella contea di Durham (contea), di Writtle nell'Essex, quando poi si sposò la prima moglie gli portò in dote delle terre nel Sussex e la seconda delle proprietà nel Cumberland.
Quando poi nel 1265 Simone V di Montfort venne sconfitto nella Battaglia di Evesham le proprietà di Robert subirono un'ulteriore impennata poiché Enrico III d'Inghilterra diede allo scozzese, in cambio dell'appoggio, le rendite di alcuni ribelli cui erano state confiscate. In più il sovrano lo riconfermò Gran giustiziere e Conestabile del Carlisle Castle, incarico che gli era stato tolto nel 1255 quando aveva appoggiato i ribelli.
Nel 1271 invece fece sposare il suo figlio maggiore Robert Bruce, VI signore di Annandale (luglio 1243-poco prima del 4 marzo 1304) a Marjorie Carrick, giovane vedova ed erede di Niall, conte di Carrick.
Già nel 1249 Robert aveva ricoperto un importante incarico a corte in qualità di reggente per il giovane Alessandro III di Scozia succeduto al padre Alessandro II di Scozia a soli otto anni, conservando la carica fino alla maggiore età del ragazzo. Lui ed il giovane re erano secondi cugini e Robert era l'unico parente maschio del re ancora in vita, sua zia Margaret di Huntingdon aveva avuto due femmine e fino a che non nacque Hugh de Balliol attorno al 1260 da Dervorguilla di Galloway, figlia di Margaret, Robert fu il maschio più vicino al trono. Per altro vi tornò molto presto perché quasi tutti i figli maschi di Dervorguilla morirono molto presto e senza figli.
Quando nel 1286 Alessandro III morì senza lasciare figli viventi al trono salì la piccola Margherita di Scozia di soli tre anni che morì poi quattro anni dopo mentre tornava in Scozia dalla Norvegia. Nonostante la scarsità di eredi lasciasse presumere che Robert fosse l'erede presuntivo, Alessandro III non lo investì mai di un titolo che ne formalizzasse la posizione, perché, comunque, aveva avuto tre figli di cui due maschi. Sia Alessandro (21 gennaio 1263-28 gennaio 1283), che Davide (20 marzo 1272-giugno 1281) morirono a poca distanza uno dall'altro e la posizione ereditaria di Alessandro III si fece molto più delicata. Per questo il Parlamento scozzese spinse il re a riconoscere formalmente quale erede la piccolissima Margherita di Scozia ed il sovrano, spinto dalla necessità di avere un maschio si risposò il 15 ottobre 1285 con Yolanda de Dreux (1263-2 agosto 1322). Alessandro però morì improvvisamente per una caduta da cavallo meno di un anno dopo ed entro il 1290 il trono non aveva più nessun occupante dopo la morte di Margherita alle Isole Orcadi.

## La corona perduta
La linea diretta, quella discendente da Guglielmo I di Scozia era finita e così si risalì fino a Davide I di Scozia i cui discendenti, attraverso Davide di Scozia, conte di Huntingdon, erano i più papabili candidati. I due più importanti in lizza erano Robert, figlio di Isobel e Giovanni di Scozia, figlio di Dervorguilla e quindi discendente da Margaret di Huntingdon. Benché Margaret fosse stata la figlia maggiore, Robert era a sole quattro generazioni da Davide I di Scozia, mentre Giovanni era cinque ed egli addusse questa come argomentazione circa la propria legittimità. Ovviamente molti altri si fecero avanti inclusi coloro che discendevano da Guglielmo I di Scozia attraverso la sua numerosa prole illegittima. Poiché la situazione era intricata gli scozzesi chiesero ad Edoardo I d'Inghilterra, un altro pretendente, di giudicare chi fosse il più adatto a salire al trono ed infine nel novembre del 1292 Edoardo si pronunciò a favore del proprio candidato, egli non aveva potuto vantare argomentazioni sufficienti, Giovanni di Scozia, scelta che venne approvata dalla maggioranza dei nobili scozzesi.
All'epoca dei fatti Robert era già piuttosto anziano, doveva avere sugli ottant'anni, e non era certo in condizioni di mettere insieme un esercito e ribellarsi, rimise quindi la Signoria di Annandale nelle mani del figlio Robert Bruce insieme alle sue speranze di poter vedere un membro della famiglia sul trono.
Pochi anni dopo, fra la primavera e l'estate del 1295 Robert morì all'età di 85 anni circa.

## Matrimoni e figli
Robert si sposò per la prima volta con Isabella di Clare, nipote di Guglielmo il Maresciallo (2 novembre 1226-10 luglio 1264) il 12 maggio 1240 ed insieme ebbero sei figli:
- Isabella Bruce (1249-1284 circa) che sposò John FitzMarmaduke un nobile scozzese che combatté per gli inglesi nella Battaglia di Falkirk
- Robert Bruce, VI signore di Annandale, padre del futuro Roberto I di Scozia
- William Bruce, morì senza eredi
- Bernard Bruce
- Richard Bruce (morto nel gennaio 1287)
- Constance Bruce (nata nel 1251)

Il 3 maggio 1275 si risposò con Christina de Ireby, ma non ebbero figli.

## Ascendenza
|                                         |                  |                               | Genitori                                 |  |  | Nonni |  |  | Bisnonni                              |  |  | Trisnonni                            |  |
|                                         |                  |                               |                                          |  |  |       |  |  | Robert Bruce, II Signore di Annandale |  |  | Robert Bruce, I Signore di Annandale |  |
|                                         |                  |                               |                                          |  |  |       |  |  | Robert Bruce, II Signore di Annandale |  |  | Robert Bruce, I Signore di Annandale |  |
|                                         |                  | …                             |                                          |  |  |       |  |  | Robert Bruce, II Signore di Annandale |  |  |                                      |  |
| William Bruce, III Signore di Annandale |                  |                               |                                          |  |  |       |  |  | Robert Bruce, II Signore di Annandale |  |  |                                      |  |
|                                         |                  | Eufemia de Crosby             | Adam de Crosby                           |  |  |       |  |  |                                       |  |  |                                      |  |
|                                         |                  | Eufemia de Crosby             | Adam de Crosby                           |  |  |       |  |  |                                       |  |  |                                      |  |
|                                         |                  | Eufemia de Crosby             | …                                        |  |  |       |  |  |                                       |  |  |                                      |  |
| Robert Bruce, IV Signore di Annandale   |                  | Eufemia de Crosby             |                                          |  |  |       |  |  |                                       |  |  |                                      |  |
|                                         |                  | Uhtred di Galloway            | Fergus di Galloway                       |  |  |       |  |  |                                       |  |  |                                      |  |
|                                         |                  | Uhtred di Galloway            | Fergus di Galloway                       |  |  |       |  |  |                                       |  |  |                                      |  |
|                                         |                  | Uhtred di Galloway            | …                                        |  |  |       |  |  |                                       |  |  |                                      |  |
| Christina mac Uhtred                    |                  | Uhtred di Galloway            |                                          |  |  |       |  |  |                                       |  |  |                                      |  |
|                                         |                  | Gunhilda Dunbar               | Waltheof di Allerdale                    |  |  |       |  |  |                                       |  |  |                                      |  |
|                                         |                  | Gunhilda Dunbar               | Waltheof di Allerdale                    |  |  |       |  |  |                                       |  |  |                                      |  |
|                                         |                  | Gunhilda Dunbar               | Sigrid                                   |  |  |       |  |  |                                       |  |  |                                      |  |
| Robert Bruce, V Signore di Annandale    |                  | Gunhilda Dunbar               |                                          |  |  |       |  |  |                                       |  |  |                                      |  |
|                                         | Enrico di Scozia | Davide I di Scozia            |                                          |  |  |       |  |  |                                       |  |  |                                      |  |
|                                         | Enrico di Scozia | Davide I di Scozia            |                                          |  |  |       |  |  |                                       |  |  |                                      |  |
|                                         | Enrico di Scozia | Maud di Northumbria           |                                          |  |  |       |  |  |                                       |  |  |                                      |  |
| Davide di Huntingdon                    | Enrico di Scozia |                               |                                          |  |  |       |  |  |                                       |  |  |                                      |  |
|                                         |                  | Ada de Warenne                | Guglielmo di Warenne, II conte di Surrey |  |  |       |  |  |                                       |  |  |                                      |  |
|                                         |                  | Ada de Warenne                | Guglielmo di Warenne, II conte di Surrey |  |  |       |  |  |                                       |  |  |                                      |  |
|                                         |                  | Ada de Warenne                | Elisabetta di Vermandois                 |  |  |       |  |  |                                       |  |  |                                      |  |
| Isobel di Huntingdon                    |                  | Ada de Warenne                |                                          |  |  |       |  |  |                                       |  |  |                                      |  |
|                                         |                  | Ugo di Kevelioc               | Ranulph de Gernon                        |  |  |       |  |  |                                       |  |  |                                      |  |
|                                         |                  | Ugo di Kevelioc               | Ranulph de Gernon                        |  |  |       |  |  |                                       |  |  |                                      |  |
|                                         |                  | Ugo di Kevelioc               | Maud di Gloucester                       |  |  |       |  |  |                                       |  |  |                                      |  |
| Matilda di Chester                      |                  | Ugo di Kevelioc               |                                          |  |  |       |  |  |                                       |  |  |                                      |  |
|                                         |                  | Bertrada de Montfort-l'Amauri | …                                        |  |  |       |  |  |                                       |  |  |                                      |  |
|                                         |                  | Bertrada de Montfort-l'Amauri | …                                        |  |  |       |  |  |                                       |  |  |                                      |  |
|                                         |                  | Bertrada de Montfort-l'Amauri | …                                        |  |  |       |  |  |                                       |  |  |                                      |  |
|                                         |                  | Bertrada de Montfort-l'Amauri |                                          |  |  |       |  |  |                                       |  |  |                                      |  |